# Morti nel 715
| Questa pagina contiene informazioni ricavate automaticamente dalle voci biografiche con l'ausilio del template Bio e di un bot. L'aggiornamento è periodico e automatico e ricostruisce completamente la pagina. Se manca una persona in questa lista, sei pregato di non aggiungerla, ma accertati piuttosto che la sua voce biografica contenga il template Bio e che i dati anagrafici siano correttamente compilati. Se il template Bio manca, inseriscilo tu stesso o, in alternativa, metti l'avviso {{tmp\|Bio}} che ne segnala la mancanza. Se i dati riportati sono sbagliati, correggi direttamente la voce biografica; le modifiche saranno visibili in questa lista entro pochi giorni. Per chiarimenti vedi il progetto biografie. La lista contiene solo le 8 persone che sono citate nell'enciclopedia e per le quali è stato implementato correttamente il template Bio. Pagina aggiornata al 13 gen 2025. |

- 9 aprile - Papa Costantino, papa e vescovo siriaco (n. 664)
- 18 luglio - Muhammad ibn al-Qasim, generale arabo (n. 695)
- Al-'Ajjaj, poeta arabo
- Dagoberto III, re franco
- San Frutto, religioso spagnolo (n. 642)
- Giovanni VI di Costantinopoli, arcivescovo bizantino
- Qutayba ibn Muslim, condottiero arabo (n. 669)
- Al-Walid ibn Abd al-Malik, califfo (n. 668)